# ویلی مورگان
 ویلی مورگان (انگلیسی: Willie Morgan؛ زادهٔ ۲ اکتبر ۱۹۴۴) یک بازیکن فوتبال اهل بریتانیا است.